# Hôtel de Clermont-Tonnerre (rue du Bac)
El hôtel de Clermont-Tonnerre es un hôtel particulier ubicado en el 118 de la rue du Bac, en el VII Distrito de París, Francia, construido entre 1713 y 1716 por el arquitecto Claude-Nicolas Lepas Dubuisson para el Séminaire des Missions Étrangères.

## Descripción
Es de estilo Regencia de principios del siglo XVIII. 
Su acceso es a través de una enorme puerta con hojas y un tímpano esculpido. El hotel en sí se compone de fachadas y cubiertas que dan a la calle, con aberturas en el patio y el jardín, con vistas al Jardin des Missions Étrangères. Se clasifican el vestíbulo, la gran escalera con su pasamanos y jaula, así como el suelo de la parcela y se registran todos los interiores.

## Historia
El hotel vecino es idéntico. También fue construido entre 1713 y 1715 por el arquitecto Claude-Nicolas Lepas-Dubuisson y decorado por los escultores Dupin y Toro.
Durante la Revolución, los dos hoteles fueron confiscados y luego vendidos a principios del siglo siguiente.
La mansión perteneció a la pianista Juliette Mante-Rostand, hermana de Edmond Rostand, quien tenía allí un salón musical.
Su interior está catalogado como monumento histórico desde el 19 de noviembre de 1991 mientras que las fachadas y cubiertas, el vestíbulo, la gran escalera y el suelo de la parcela son objeto de una clasificación a partir del 25 de abril de 1997.
Fue comprado a finales de 2014 por François Pinault a la familia Bordeaux-Groult por 52 millones de euros.